# Eugene Deckers
Eugene Francis Deckers (Antwerpen, 22 oktober 1917 – Parijs, Frankrijk, 1977) was een Belgische acteur die vooral in Groot-Brittannië actief was.
Deckers trad voor de eerste keer op in een Engelstalige film in 1946. Na een paar romantische rollen, specialiseerde hij zich in continentale rollen, zoals een conservatieve conciërge of een dominante diplomaat. Met het ouder worden, verbreedde hij zijn acteerwerk tot Duitse, Italiaanse en Franse karakterrollen. 
Een van zijn grootste rollen was de aimabele wapenhandelaar Peters in North West Frontier (1959). Deckers verscheen ook in de Sheldon Reynolds televisieserie Foreign Intrigue in de jaren 1950. In 1954 en '55, speelde Deckers zeven verschillende personages in de Franse Sheldon Reynolds televisieserie Sherlock Holmes.
Na meer dan vijftig film- en televisierollen te hebben gespeeld, maakte Deckers zijn laatste verschijning in 1969 in de film The Assassination Bureau.

## Gedeeltelijke filmografie
- While the Sun Shines (1947) - Luitenant Colbert
- Woman to Woman (1947) - De Rillac
- Dual Alibi (1947) - Franse circusdirecteur
- Mrs. Fitzherbert (1947) - Philippe
- Against the Wind (1948) - Marcel Van Hecke
- Sleeping Car to Trieste (1948) - Jules
- Prince of Foxes (1949) - Borgia Henchman (niet vermeld)
- Golden Salamander (1950) - Politiechef
- Madeleine (1950) - Thuau
- So Long at the Fair (1950) - Day Porter
- Tony Draws a Horse (1950) - Franse kelner (niet vermeld)
- The Elusive Pimpernel (1950) - Kapitein Merieres
- Highly Dangerous (1950) - Alf - de 'contactpersoon'
- Night Without Stars (1951) - Armand
- Captain Horatio Hornblower R.N. (1951) - Franse commandant
- The Lavender Hill Mob (1951) - douanebeambte
- Hotel Sahara (1951) - Franse Spahiofficier
- The Love Lottery (1954) - Vernet
- Father Brown (1954) - Franse cavalerieofficier
- The Colditz Story (1955) - La Tour
- Doctor at Sea (1955) - Kolonel Perello, politiechef
- Man of the Moment (1955) - liftman
- Women Without Men (1956) - Pierre
- Blonde Bait (1956) - Pietre (niet vermeld)
- Port Afrique (1956) - Kolonel Moussac
- The Iron Petticoat (1956) - Barman
- Foreign Intrigue (1956) - Sandoz
- House of Secrets (1956) - Vidal
- Let's Be Happy (1957) - Etende autoverkoper
- Seven Thunders (1957) - Emile Blanchard
- Law and Disorder (1958) - Franse visser (niet vermeld)
- Le fauve est lâché (1959) - Toni Luigi
- North West Frontier (1959) - Peters
- Crack in the Mirror (1960) - Magre
- A Weekend with Lulu (1961) - Inspecteur Larue
- The Saint (1962) - episode 1.4: The Covetous Headsman - Inspecteur Quercy
- The Longest Day (1962) - Duitse majoor in de kerk (niet vermeld)
- Blague dans le coin (1963) - Bennet
- Coplan prend des risques (1964)
- Lady L (1965) - Koenigstein
- The Restaurant (1966) - Medeplichtige van Novalès
- The Last Safari (1967) - Leider vluchtelingen
- Hell Is Empty (1967) - Raadgever
- The Limbo Line (1968) - Cadillet
- The Assassination Bureau (1969) - 'La Belle Amie' receptionist (niet vermeld)